# Lesequote
Die Lesequote ist ein Begriff aus der Marktforschung. Sie wird im Auftrag von Printmedien erhoben und gibt an, zu welchem Prozentsatz ein bestimmter Text von der Leserschaft im Durchschnitt gelesen worden ist. Die Lesequote einer bestimmten Textmenge schwankt zwischen 0 % und 100 %. Eine Lesequote von 0 % bedeutet, dass der Text von keinem einzigen Leser überhaupt wahrgenommen wurde. 100 % bedeutet, dass der Zeitungstext von sämtlichen Lesern vollständig gelesen wurde. Mittels Readerscan lässt sich die Lesequote von Zeitungs- und Zeitschriftenausgaben empirisch ermitteln; die Ergebnisse basieren auf dem Leseverhalten einer repräsentativ ausgewählten Gruppe von Lesern.
Zeitungsteile mit unterdurchschnittlicher Lesequote sind meist Teile, welche sich nicht an die ganze Leserschaft einer Zeitung richten, sondern nur an bestimmte Gruppen von Lesern (Leser-Segmente). Typisches Beispiel dafür sind der Kultur- und der Sportteil einer Zeitung.
Der Begriff der Lesequote ist im Jahre 2004 von Carlo Imboden in die Leserschaftsforschung eingeführt worden – in Verbindung mit Readerscan. Dieses ist ein unter mehreren Verfahren, um das Nutzungsverhalten von Zeitungs- und Zeitschriftenlesern zu erfassen.
Eine andere Methode zur Beurteilung des journalistischen Angebotes einer Zeitung ist unter dem Namen Benchmarking von Michael Haller für das Institut für Praktische Journalismusforschung der Universität Leipzig entwickelt worden. Mittlerweile kooperieren Carlo Imboden und Michael Haller laut Mitteilung des Bundesverbandes Deutscher Zeitungsverleger (BDZV).
Eine weitere Methode ist die Blickaufzeichnung, bei der das Leseverhalten durch Aufzeichnung der Augenbewegungen eines Lesers mit Hilfe einer Kamera erfasst wird. Der Leser muss hierfür einen speziellen Helm tragen oder bei den neuesten Modellen von Blickaufzeichnungsgeräten eine Brille, die mit einer sehr kleinen Zusatzkamera ausgestattet ist. Die erste Blickaufzeichnungsstudie für Zeitungen wurde 1989 von Norbert Küpper durchgeführt. Die Ergebnisse dieser Studie sind bis heute gültig. Im Jahr 2007 wurden zwei weitere Studien mit einer Blickaufzeichnungskamera durchgeführt: vom Poynter Institute in Florida und der INCA FIEJ Research Association, die von Jürgen Bucher (Universität Trier) durchgeführt wurde.